# Poka (jeu)
Pour les articles homonymes, voir Poka.
Poka est une des règles de jeu pour les jeux de cartes Hanafuda se jouant à deux. Il se joue accessoirement avec des pierres de jeu de go pour comptabiliser les points.

## Règles du jeu
Chaque joueur dispose de 6 cartes et on en pose une sur la table, face visible. Le but du jeu est de se débarrasser de toutes ses cartes le premier. Pour ce faire, le joueur doit jouer une carte qui continue la séquence des mois sur la table. Par exemple, si la carte visible correspond au mois de février, le joueur doit jouer une carte de mars, une d'avril, une de mai, etc. Jusqu'à ce qu'il ne puisse plus le faire. Il passe alors son tour à l'adversaire. Le jeu continue en boucle, janvier reprenant après décembre.
Le premier joueur qui vide sa main gagne une pierre de Go.

## Particularités
- Si la carte de base est Janvier, et que le joueur a une carte de janvier et une carte de février, il peut jouer les deux à la fois. Cette règle ne s'applique que pour les cartes de janvier et février.
- Si lors de son premier tour, le joueur vide sa main d'un seul coup, il gagne deux pierres au lieu d'une seule.
- Il y a 3 jokers : La grue du Japon (carte spéciale du mois de janvier), la carte ruban de poésie du mois de janvier et la Fauvette Japonaise (carte animale du mois de février). Ces trois cartes peuvent se jouer à la place de n'importe quel mois.
- Si le joueur reçoit ces combinaisons de cartes au début du jeu, il gagne instantanément la partie et gagne le nombre de pierres indiqué ci-dessous :

1. Les trois jokers en même temps : 2 pierres
2. 3 paires (2 cartes du même mois) : 2 pierres
3. 3 cartes de janvier : 2 pierres
4. les 4 cartes d'un même mois : 5 pierres